# 메이지 도쿄 연가
《메이지 도쿄 연가》(明治東亰恋伽)는 디완고가 제작한 여성향 연애 시뮬레이션 게임이다. 타이틀에도 있듯이, 메이지 시대를 무대로 한 연애 작품을 테마로 한다.

## 줄거리
극히 평범한 여학생이던 주인공은, 자칭 기술사(奇術師)인 찰리에 의해 메이지 시대로 타임슬립한다. 그 곳은 요괴(物の怪)의 존재가 익히 알려져 있는, 조금 신기한 메이지 시대의 '도쿄'였다. 주인공이 녹명관(鹿鳴館)에서 만난 이들은 역사상의 인물들. 그들과 교류하며, 주인공은 자신이 요괴를 볼 수 있는 귀중한 존재임을 알게 된다. 주인공은 원래 시대로 돌아갈 수 있을 것인가, 아니면......?

## 등장인물
아야즈키 메이를 제외한 나머지는 모두 실존인물이다.
- 아야즈키 메이(일본어: 綾月 芽衣)
- 모리 오가이(소설가 겸 군의관)
- 히시다 슌소(일본어: 菱田春草)(화가 지망생)
- 가와카미 오토지로(일본어: 川上音二郎)(배우 겸 단장)
- 이즈미 교카(극작가 지망 학생)
- 후지타 고로(일본어: 藤田五郎)(경찰관)
- 고이즈미 야쿠모(도쿄제국대학 강사)
- 그 밖의 인물은 생략함.